# Juegos de Canadá
Los Juegos de Canadá (conocidos en inglés como Canada Games y en francés como Jeux du Canada) son una serie de competencias multideportivas bianuales que se realizan en Canadá. En ellos se enfrentan las provincias y territorios canadienses en diferentes pruebas deportivas divididas en juegos de verano y juegos de invierno, las cuales se alternan cada dos años.
Los primeros juegos de Canadá se disputaron en 1967 en conmemoración del centenario de la Confederación Canadiense.
Los últimos juegos de Canadá de verano se disputaron en Niagara (Ontario) en 2021 y los últimos juegos de Canadá de invierno se disputaron en Red Deer (Alberta) en 2019.

## Ciudades sede
| Invierno                                       | Verano                                                    |  |
| ---------------------------------------------- | --------------------------------------------------------- |  |
| 1967 Ciudad de Quebec, Quebec.                 | 1969 Halifax/Dartmouth, Nueva Escocia.                    |  |
| 1971 Saskatoon, Saskatchewan.                  | 1973 New Westminster/Burnaby, Columbia Británica.         |  |
| 1975 Lethbridge, Alberta.                      | 1977 San Juan de Terranova, Terranova y Labrador.         |  |
| 1979 Brandon, Manitoba.                        | 1981 Thunder Bay, Ontario.                                |  |
| 1983 Saguenay–Lac-Saint-Jean, Quebec.          | 1985 Saint John, Nuevo Brunswick.                         |  |
| 1987 Sydney, Nueva Escocia.                    | 1989 Saskatoon, Saskatchewan.                             |  |
| 1991 Charlottetown, Isla del Príncipe Eduardo. | 1993 Kamloops, Columbia Británica.                        |  |
| 1995 Grande Prairie, Alberta.                  | 1997 Brandon, Manitoba.                                   |  |
| 1999 Corner brook, Terranova y Labrador.       | 2001 London, Ontario.                                     |  |
| 2003 Bathurst/Campbellton, Nuevo Brunswick.    | 2005 Regina, Saskatchewan.                                |  |
| 2007 Whitehorse, Yukón.                        | 2009 Charlottetown/Summerside, Isla del Príncipe Eduardo. |  |
| 2011 Halifax, Nueva Escocia.                   | 2013 Sherbrooke, Quebec.                                  |  |
| 2015 Prince George, Columbia Británica.        | 2017 Winnipeg, Manitoba.                                  |  |
| 2019 Red Deer, Alberta.                        | 2021 Niágara, Ontario.                                    |  |